# Jean de Habsbourg (1290-1313)
 (janvier 2025).
Jean de Habsbourg ou Jean de Souabe, dit Jean Parricide, né en 1290 et mort le 13 décembre 1313 à Pise, est le neveu et l'assassin du roi Albert Ier de Habsbourg.

## Biographie

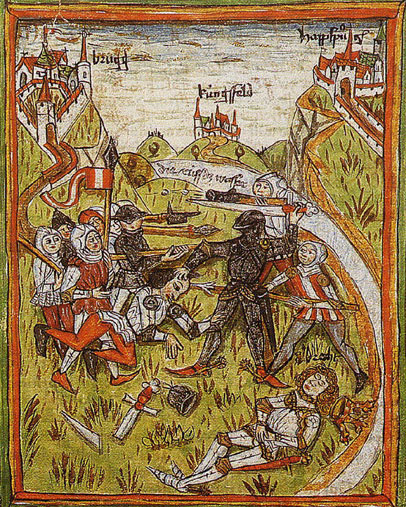
L'assassinat du roi Albert, de la Chronique autrichienne des 95 règnes (1495-1498).

Jean est le fils du duc Rodolphe II d'Autriche, le frère cadet d'Albert Ier, et de son épouse Agnès, une fille du roi Ottokar II de Bohême. À la Diète d'Empire à Augsbourg, le 17 décembre 1282, Rodolphe II et Albert sont tous deux élevés au rang de ducs d'Autriche et de Styrie par leur père, le roi Rodolphe Ier de Habsbourg. Néanmoins, l'année suivante, Rodolphe II a dû renoncer aux duchés en faveur de son frère ; il doit être dédommagé par l'administration des possessions territoriales des Habsbourg dans le duché de Souabe (la future Autriche antérieure) et par le titre de « duc de Souabe ».
Son père meurt peu avant ou après sa naissance, sans obtenir aucun territoire en fief. Jean est éduqué par sa mère à Brugg sur l'Aar et à la cour du roi Venceslas II de Bohême ; après être devenu majeur, il insiste pour qu'on lui remette son patrimoine. Cependant, son oncle Albert le fait patienter et Jean doit souffrir les sarcasmes et les railleries, lapidé comme « duc sans terre » (hertzog anlant). Ensuite, le jeune homme et plusieurs chevaliers souabes forment un complot pour tuer le roi.
Le 1er mai 1308, Albert, alors qu'il revient d'un banquet à Winterthour, est guetté et tué par Jean et ses complices. À la fin du banquet, au soir précédent, Albert a fait porter à chacun de ses hôtes une couronne de fleurs : Jean a jeté la sienne au visage de son oncle, criant qu'il est assez grand pour qu'on lui donne son dû, et non des fleurs. Jean et ses conspirateurs fuient le pays. Le comte Henri VII de Luxembourg est élu à la succession d'Albert Ier ; il bannit les régicides et s'empare de leurs possessions. 
Selon certaines sources, Jean passe le reste de sa vie comme ermite dans le monastère bénédictin de San Nicola à Pise en Italie. Il s'enhardit à solliciter une grâce du roi Henri VII qui lui est finalement accordée.

## Jean Parricide dans la littérature
L'assassinat du roi Albert par son neveu Jean de Souabe est mentionné dans le drame Guillaume Tell de Friedrich von Schiller : l'un des fondateurs légendaires de la Confédération suisse, Werner Stauffacher parle du crime. Plus tard, Jean lui-même atteint la maison de Tell et demande de l'aide. Il revendique le droit de se venger de son ennemi, comme Tell l'a fait ; cependant, le rebelle rejette cette comparaison. Il lui montre le chemin vers l'Italie et lui conseille de demander pardon au pape.
Le destin de Jean figure également dans les ballades Der Graf von Thal (1838) d'Annette von Droste-Hülshoff et Der Mönch zu Pisa (le moine de Pise) de Johann Nepomuk Vogl ; cette dernière ballade est mis en musique par Carl Loewe (op. 114).